# Muzeum Boba Marleya
Muzeum Boba Marleya – jamajskie muzeum poświęcone pamięci muzyka reggae – Boba Marleya. Mieści się przy 56 Hope Road w Kingston, w byłym miejscu zamieszkania Boba Marleya. Była to też siedziba wytwórni Tuff Gong, założonej przez The Wailers w 1970.